# Dark Passion Play
Dark Passion Play је шести по реду студијски албум симфонијског метал бенда Nightwish. Изашао је 26. септембра 2007у Финској, 28. септембра 2007у Европи и 2. октобра 2007у Сјадињеним Државама. То је први албум са новом певачцоми  бенда, Анет Олзон, и први албум у коме не учествује Тарја Турунен. На њему се налази 14 песама.

## О албуму
Процес израде албума је почео снимањем бубњева, затим гитаре, бас-гитаре и демо снимком клавијатура. Оркестарске и хорске деонице су снимљене у студију Еби Роуд. Након овога су снимљени финални снимци клавијатура и вокала
Да би пронашли замену за Тарју Турунен, група је током 2006. и почетком 2007. организовала отворену аудицију за нову певачицу на коју је свако могао да се пријави и стигло је око 2.000 демо снимака. 24. маја 2007. објављено је да је за нову певачицу изабрана Швеђанка Анет Олзон (Anette Olzon).
Песма „Eva“ је у фебруару 2007. представљена као први сингл са новог албума; део песме је био доступан за веб-сајту групе уз семплове још три песме са предстојећег албума: „7 Days to the Wolves“, „Master Passion Greed“, и „Amaranth“. Било је предвиђено да сигнл буде објављен 30. маја, али је због проблема на британском веб-сајту за преузимање музике, сингл објављен 25. маја. Група је објавила да ће сав приход од преузимања сингла у Европи уплатити у хуманитарне сврхе.
Nightwish је 13. јуна објавио да ће наслов новог албума бити Dark Passion Play и представила омот новог диска на свом веб-сајту, као и име и омот новог сингла „Amaranth“. Овај сингл је објављен у Финској 22. августа и стекао златни статус за мање од два дана. „Amaranth“ је био и први сингл објављен на CD-у, пошто се „Eva“ могла преузети само са интернета.

## Чланови бенда
- Анет Олзон(Anette Olzon), вокал
- Ерно "Емпу" Вуоринен(Erno "Emppu" Vuorinen) - гитара
- Марко Хиетала(Marco Hietala) - бас, вокал
- Туомас Холопаинен(Tuomas Holopainen) - клавијатуре
- Јука Невалаинен(Jukka Nevalainen) - бубњеви